# Galop

Cal galopând

Galopul este alura cea mai rapidă a calului, reprezentată printr-o succesiune de salturi, separate prin momente de suspensie totală (plutire în aer).
Există mai multe tipuri de galop: de manej, de câmp, de curse etc.
Acest articol conține text din Dicționarul enciclopedic român (1962-1966), aflat acum în domeniul public.